# Brezylka ciernista

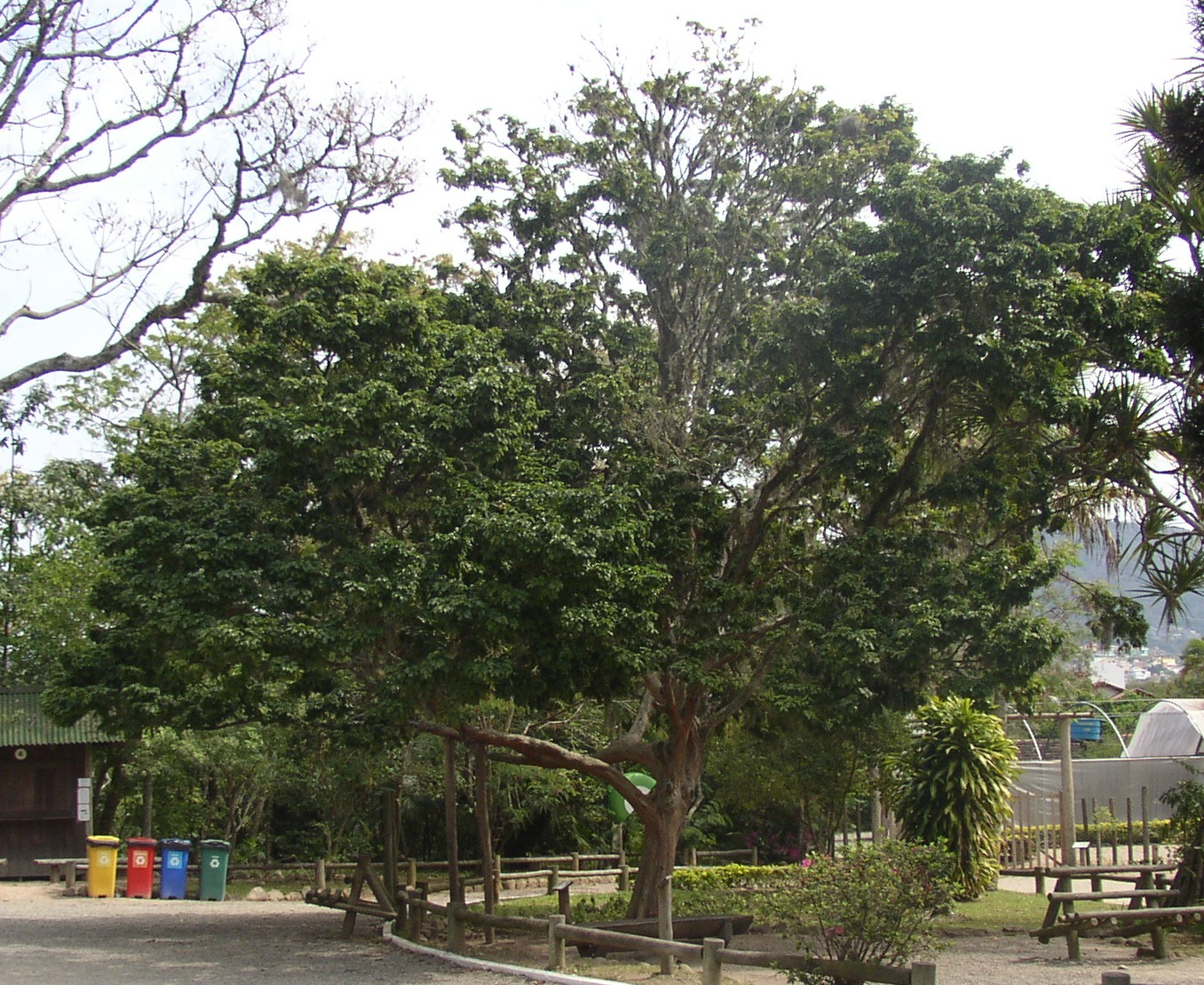
Brezylka ciernista

Brezylka ciernista (Caesalpinia echinata Lam.) – gatunek drzewa z rodziny bobowatych (Fabaceae) z podrodziny brezylkowych (Caesalpinioideae). Występuje w Ameryce Środkowej i Brazylii.

## Morfologia
Cierniste drzewo dorastające do 15 m wysokości. Liście w kształcie podłużnie jajowatym lub eliptycznym, podwójnie pierzaste. Kwiaty zebrane w szczytowych gronach z koroną kwiatową w kolorze żółtym czerwono nakrapianym, kielich 5-ząbkowy. Owocem jest strąk.

## Zastosowanie
Drewno, znane jako drzewo fernambukowe (lub drzewo pernambukowe), dostarcza cennego materiału używanego w przemyśle okrętowym, meblarskim, w snycerstwie i lutnictwie. Z drzewa pozyskuje się również czerwony barwnik. 

## Znaczenie w kulturze
Od portugalskiej nazwy tego drzewa (oraz innych z jego podrodziny) paubrasilia pochodzi nazwa kraju Brazylia. Drzewo podpalało się od dołu, korowało, a następnie pocięte na kawałki wysyłało do Europy. Handel drewnem był objęty ścisłym królewskim monopolem.